# (1740) Paavo Nurmi
(1740) Paavo Nurmi es un asteroide perteneciente al cinturón de asteroides descubierto por Yrjö Väisälä desde el observatorio de Iso-Heikkilä, Finlandia, el 18 de octubre de 1939.

## Designación y nombre
Paavo Nurmi fue designado al principio como 1939 UA.
Más tarde se nombró en honor del atleta finlandés Paavo Nurmi (1897-1973).

## Características orbitales
Paavo Nurmi está situado a una distancia media del Sol de 2,467 ua, pudiendo acercarse hasta 1,996 ua. Tiene una inclinación orbital de 2° y una excentricidad de 0,1909. Emplea 1415 días en completar una órbita alrededor del Sol.